# 竹园石坊
竹园石坊，位于中国广东省湛江市雷州市英利镇竹园村，为湛江市雷州市的一个市级文物保护单位，类型为古建筑，公布时间为1992年12月9日。
竹园石坊的历史年代为清代。